# Physiphora hainanensis
Physiphora hainanensis är en tvåvingeart som beskrevs av Chen och Kameneva 2007. Physiphora hainanensis ingår i släktet Physiphora och familjen fläckflugor. Inga underarter finns listade i Catalogue of Life.